# Rob Punt
Rob Punt (Alkmaar, 2 de diciembre de 1957 - Alkmaar, 12 de febrero de 2005) fue un piloto neerlandés de motociclismo que disputó el Campeonato del Mundo de Motociclismo entre 1981 y 1988.

## Biografía
Punt intentaría debutar en el Mundial de Motociclismo en 1981, aunque no sería hasta 1983 cuando participaría en Grandes Premios. En las siete temporadas en las que estuvo participando en el Mundial, tan solo consiguió puntuar en el Gran Premio de los Países Bajos de 1985 de 500cc, cuando llegó en décimo lugar en su Suzuki de 500 cc. En 1984 y 1985 Rob Punt se proclamó campeón neerlandés en la clase de 500cc.
Rob Punt murió en 2005 a la edad de 47 años.

## Resultados en los Grandes Premios de Motociclismo
Sistema de puntuación de 1968 a 1987
| Puesto | 1  | 2  | 3  | 4 | 5 | 6 | 7 | 8 | 9 | 10 |
| Puntos | 15 | 12 | 10 | 8 | 6 | 5 | 4 | 3 | 2 | 1  |

Sistema de puntuación de 1988 a 1992
| Puesto | 1  | 2  | 3  | 4  | 5  | 6  | 7 | 8 | 9 | 10 | 11 | 12 | 13 | 14 | 15 |
| Puntos | 20 | 17 | 15 | 13 | 11 | 10 | 9 | 8 | 7 | 6  | 5  | 4  | 3  | 2  | 1  |

(Las carreras en negrita indica que se consiguió la pole; la letra cursiva indica que consiguió la vuelta rápida)
| Temporada | Cat.  | Equipo | 1     | 2      | 3      | 4      | 5      | 6       | 7       | 8       | 9       | 10     | 11      | 12      | 13    | 14    | 15    | Pts. | Pos. |
| --------- | ----- | ------ | ----- | ------ | ------ | ------ | ------ | ------- | ------- | ------- | ------- | ------ | ------- | ------- | ----- | ----- | ----- | ---- | ---- |
| 1981      | 500cc | Suzuki |       | AUT -  | GER -  | NAT -  | FRA -  |         | YUG -   | NED DNQ | BEL -   | RSM -  | GBR -   | FIN -   | SWE - | CZE - |       | 0    | -    |
| 1983      | 500cc | Suzuki | RSA - | FRA -  | NAT -  | GER -  | ESP -  | AUT -   | YUG -   | NED 14  | BEL 18  | GBR 20 | SWE -   | RSM -   |       |       |       | 0    | -    |
| 1984      | 500cc | Suzuki | RSA - | NAT 18 | ESP 15 | AUT 17 | GER 13 | FRA Ret | YUG 19  | NED Ret | BEL Ret | GBR 23 | SWE Ret | RSM Ret |       |       |       | 0    | -    |
| 1985      | 500cc | Suzuki | RSA - | ESP -  | GER -  | NAT -  | AUT 24 | YUG -   | NED 10  | BEL 20  | FRA 14  | GBR 13 | SWE 15  | RSM Ret |       |       |       | 1    | 26.º |
| 1986      | 500cc | Honda  | ESP - | NAT 18 | GER 20 | AUT -  | YUG -  | NED 20  | BEL -   | FRA -   | GBR -   | SWE -  | RSM -   |         |       |       |       | 0    | -    |
| 1987      | 500cc | Suzuki | JPN - | ESP -  | GER -  | NAT -  | AUT -  | YUG -   | NED Ret | FRA -   | GBR -   | SWE -  | CZE -   | RSM -   | POR - | BRA - | ARG - | 0    | -    |
| 1988      | 500cc | Suzuki | JPN - | USA -  | ESP -  | EXP -  | NAT -  | GER -   | AUT -   | NED DNQ | BEL -   | YUG -  | FRA -   | GBR -   | SWE - | CZE - | BRA - | 0    | -    |